# Contea di Perry (Pennsylvania)
La contea di Perry (in inglese Perry County) è una contea dello Stato della Pennsylvania, negli Stati Uniti. La popolazione al censimento del 2000 era di 43 602 abitanti. Il capoluogo di contea è Bloomfield, chiamata anche New Bloomfield.

## Geografia fisica
La contea si trova nella parte centro-meridionale della Pennsylvania. Il confine est è segnato dal fiume Susquehanna. Il territorio montuoso, caratterizzato da rilievi e valli, è drenato dal fiume Juniata e dai torrenti Sherman, Buffalo e Fishing.

### Contee confinanti
- Contea di Juniata - nord
- Contea di Northumberland - nord-est

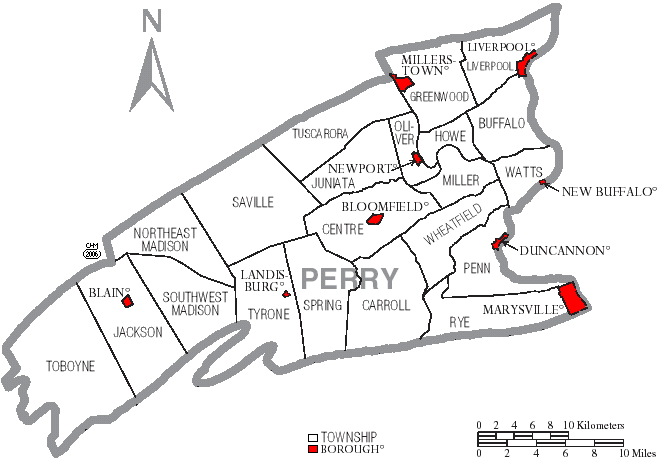
Cartina della Contea di Perry con la suddivisione amministrativa in comuni. In rosso sono indicati i borough, in bianco le township

- Contea di Dauphin - est
- Contea di Cumberland - sud
- Contea di Franklin - sud-ovest

## Storia
La contea di Perry fu creata nel 1820 da parte della contea di Cumberland e prese il nome da Oliver Hazard Perry.

## Centri abitati
La contea è amministrativamente suddivisa in nove borough e 21 township.
| - Blain - borough - Bloomfield - borough - Buffalo - township - Carroll - township - Centre - township - Duncannon - borough - Greenwood - township - Howe - township - Jackson - township - Juniata - township - Landisburg - borough - Liverpool - borough - Liverpool - township - Marysville - borough - Miller - township | - Millerstown - borough - New Buffalo - borough - Newport - borough - Northeast Madison - township - Oliver - township - Penn - township - Rye - township - Saville - township - Southwest Madison - township - Spring - township - Toboyne - township - Tuscarora - township - Tyrone - township - Watts - township - Wheatfield - township |